# Stylianī Christodoulou
Stylianī Christodoulou (in greco Στυλιανή Χριστοδούλου?; Atene, 19 luglio 1991) è una pallavolista greca, palleggiatrice del Thīras.

## Biografia
É rispettivamente figlia e nipote dei cestisti Chrīstos e Fanīs Christodoulou e sorella minore della pallavolista Elenī Christodoulou.

## Carriera

### Club
La carriera di Stylianī Christodoulou inizia nelle giovanili dell'Enōsī Vyrōna. Nella stagione 2007-08 viene ingaggiata dal Panellīnios, in A1 Ethnikī, dove resta per tre annate.
Nella stagione 2010-11 si accasa all'Olympiakos: tuttavia il vecchio club le blocca il trasferimento, lasciandola inattiva per un'annata. Arriva comunque alla squadra biancorossa a partire dalla stagione 2011-12, sempre nella massima divisione greca, con cui si aggiudica otto Coppe di Grecia, otto scudetti, premiata come miglior giocatrice nell'edizione 2018-19, e la Challenge Cup 2017-18, dove viene nominata MVP.
Nel corso della stagione 2020-21 si trasferisce al club turco dell'Aydın BB, in Sultanlar Ligi, per poi ritornare, nell'annata successiva, all'Olympiakos; dopo un altro biennio alla squadra de Il Pireo, nella stagione 2023-24 viene ingaggiata dal Thīras, sempre nel massimo campionato greco.

### Nazionale
Nel biennio dal 2006 al 2007 viene convocata nella nazionale Under-18 greca, mentre nel 2008 è in quella Under-19 e nel 2009 in quella Under-20.
Nel 2006 ottiene le prime convocazioni nella nazionale maggiore. Nel 2018 conquista la medaglia d'argento ai XVIII Giochi del Mediterraneo.

## Palmarès

### Club
- Campionato greco: 8

2012-13, 2013-14, 2014-15, 2015-16, 2016-17, 2017-18, 2018-19, 2019-20
- Coppa di Grecia: 8

2011-12, 2012-13, 2013-14, 2014-15, 2015-16, 2016-17, 2017-18, 2018-19
- Challenge Cup: 1

2017-18

### Nazionale (competizioni minori)
- Giochi del Mediterraneo 2018

### Premi individuali
- 2014 - Coppa di Grecia: MVP
- 2017 - A1 Ethnikī: MVP
- 2018 - Challenge Cup: MVP
- 2019 - Coppa di Grecia: MVP
- 2019 - Volley League: MVP